# Remote banking
Per remote banking s'intende i servizi automatizzati che consentono ai clienti di collegarsi all'elaboratore della banca presso la quale intrattengono il rapporto di conto corrente tramite terminali interattivi trasportabili o installati nei propri locali e la normale linea telefonica.
Il cliente può effettuare direttamente una serie di operazioni bancarie o ricevere informazioni in tempo reale.
Il remote banking offre alla clientela le seguenti possibilità:
- Disporre direttamente e immediatamente di bonifici a favore di terzi, pagamenti di utenze, compravendite di strumenti finanziari e valute estere;
- Ottenere informazioni globali e particolari sui diversi rapporti intrattenuti con la banca;
- Conoscere le quotazioni della giornata o anche di un giorno precedente riferite a determinati titoli;
- Accedere alle procedure elettroniche relative ai regolamenti dei rapporti clienti-fornitori e conoscere il dettaglio degli insoluti;
- Bloccare assegni che siano stati smarriti o rubati;
- Scambiare comunicazioni con la banca (posta elettronica).

Per l'utilizzo di questo servizio il cliente, dopo opportuna richiesta e sottoscrizione di un apposito contratto, ottiene il codice di accesso personale e riservato.
I servizi di remotizzazione bancaria comportano costi per le attrezzature e richiedono il superamento di ostacoli psicologici da parte del cliente, abituato al contatto personale con gli impiegati di banca.
Il remote banking può essere realizzato con soluzioni diverse, a seconda delle esigenze della clientela che è costituita sia da clienti-imprese sia da clienti-privati, ciascuno con proprie dimensioni operative e con proprie necessità particolari. 
Per rendere il servizio utilizzabile da ampie fasce di clientela, molte banche hanno istituito un numero telefonico che, abbinato al codice di accesso personale, consente a tutti i correntisti di mettersi in comunicazione diretta con il CED della banca da un qualunque apparecchio telefonico.
L'attività di remote banking può essere svolta anche via Internet. Dopo l'apertura di un sito web, su cui si possono leggere pagine contenenti informazioni sulla banca relativa ai servizi, ai prodotti e alle condizioni offerte, si è aggiunta la posta elettronica attraverso la quale la banca fornisce servizi interattivi. Il cliente può inviare comunicazioni, fissare appuntamenti, richiedere l'apertura di conti correnti e la concessione di fidi, ordinare carnet di assegni e rinnovare titoli in scadenza.

## Pagamento delle imposte
I soggetti titolari di partita Iva sono obbligati ad effettuare i versamenti di imposte derivanti dal modello Unico attraverso tale sistema o per mezzo dell'home banking, o con l'utilizzo di un intermediario abilitato.